# Pedrezuela
Pedrezuela ist eine zentralspanische Gemeinde (municipio) mit 6.467 Einwohnern (Stand: 2024) im Norden der Autonomen Gemeinschaft Madrid. 

## Lage
Pedrezuela grenzt an die Gemeinden Colmenar Viejo, Guadalix de la Sierra, El Molar, San Agustín del Guadalix und El Vellón.

## Geschichte
In der Gemeinde wurden Fossilien einer (vermutlich nomadischen) Bevölkerung aus dem Neolithikum und der Bronzezeit gefunden. In vier Zuflüssen des Guadalix-Flusses wurden etwa hundert in Stein gehauene Kreise von etwa 50 cm Durchmesser sowie Werkzeuge und Utensilien gefunden. Es wurden auch römische und westgotische Überreste gefunden. Im 21. Jahrhundert wurde Pedrezuela eine Vorstadt in der Agglomeration Madrid und erlebte eine rasante Expansion seiner Einwohnerzahl.

## Bevölkerungsentwicklung
| 1842 | 1900 | 1950 | 1981 | 1991 | 2001 | 2011 |
| ---- | ---- | ---- | ---- | ---- | ---- | ---- |
| 498  | 676  | 717  | 658  | 801  | 1670 | 4956 |